# Hamma Hammami

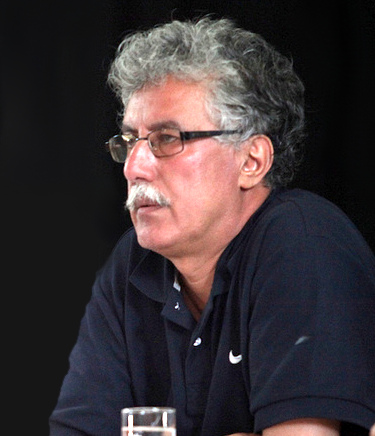
Hamma Hammami (2011)

Hamma Hammami (arabisch حمة الهمامي; * 8. Januar 1952 in El Aroussa) ist ein tunesischer Politiker und Vorsitzender der Tunesischen Arbeiterpartei sowie des Parteienbündnisses Volksfront.

## Politisches Leben
Für seine Beteiligung an der Studentenrevolte vom Februar 1972 sowie an der verbotenen oppositionellen Bewegung El Amal Ettounsi musste Hammami bereits unter Präsident Habib Bourguiba eine langjährige Haftstrafe erdulden. Erst nachdem Amnesty International ihn auf eine Liste politischer Gefangener setzte, wurde er nach sechs Jahren freigelassen.
1986 gründete Hammami die Kommunistische Arbeiterpartei Tunesiens (PCOT), deren Sprecher er seitdem ist. Auch nach der Machtübernahme durch den langjährigen Präsidenten Ben Ali war er als bekannter Oppositioneller andauernder politischer Verfolgung ausgesetzt und wurde immer wieder verhaftet und gefoltert.
Nach wochenlangen Protesten im Zuge der Tunesischen Revolution forderte Hammami den damaligen Präsidenten öffentlich zum Rücktritt auf. Daraufhin wurde er am 12. Januar 2011 erneut verhaftet, kam aber gut zwei Tage später wieder frei, als Präsident Ben Ali am 14. Januar dem Druck der Straße dann in der Tat nachgab und sein Amt niederlegte.
Als Kandidat der Tunesischen Volksfront bestritt Hammami die Präsidentschaftswahl 2014 und erreichte im ersten Wahlgang 7,82 %, verpasste als Drittplatzierter hinter Beji Caid Essebsi und dem Amtsinhaber Moncef Marzouki jedoch den Einzug in die Stichwahl.

## Privatleben
Hammami ist seit 1981 mit der Menschenrechtsaktivistin Radhia Nasraoui verheiratet und hat drei Kinder, Nadia, Oussaïma und Sarah. Als ehemaliger Aktiver des Sportvereins Club Africain fühlt er sich mit dem Verein bis heute verbunden.

## Bücher
- Gegen Obskurantismus, Tunis, 1985
- Die Perestroika – eine Konterrevolution, Tunis, 1988
- Die Geschichte der Arbeiterbewegung in Tunesien, Tunis, 1989
- Die Tunesische Gesellschaft – eine soziale und wirtschaftliche Studie, Tunis, 1989
- Über Säkularismus, Tunis, 1990
- Tunesische Frauen – Gegenwart und Zukunft, Tunis, 1992
- Der Weg der Würde, Paris, 2002
- Wer beurteilt wen?, Tunis, 2013
- Freiheit oder Tyrannei?, Tunis, 2013
- Frauen und Sozialismus heute, Tunis, 2015
- Das Individuum und die Gemeinschaft in Freiheit und Gleichheit, Tunis, 2019
- Der Populismus in Tunesien: Die Dreifaltigkeit der Tyrannei und der Verarmung, Tunis, 2022